# Hydroides cruciger
Hydroides cruciger är en ringmaskart som beskrevs av Morch 1863. Hydroides cruciger ingår i släktet Hydroides och familjen Serpulidae.
Artens utbredningsområde är Mexikanska golfen. Inga underarter finns listade i Catalogue of Life.